# Парквей-Вілледж (Кентуккі)
Парквей-Вілледж (англ. Parkway Village) — місто (англ. city) в США, в окрузі Джефферсон штату Кентуккі. Населення — 623 особи (2020).

## Географія
Парквей-Вілледж розташований за координатами 38°12′41″ пн. ш. 85°44′17″ зх. д. / 38.21139° пн. ш. 85.73806° зх. д. (38.211306, -85.738108).  За даними Бюро перепису населення США в 2010 році місто мало площу 0,23 км², уся площа — суходіл.

## Демографія
Згідно з переписом 2010 року, у місті мешкало 650 осіб у 293 домогосподарствах у складі 155 родин. Густота населення становила 2865 осіб/км².  Було 313 помешкання (1380/км²).
Расовий склад населення:
| - 91,8 % — білих - 2,5 % — чорних або афроамериканців - 1,2 % — азіатів - 0,9 % — корінних американців - 1,2 % — осіб інших рас |

До двох чи більше рас належало 2,3 %. Частка іспаномовних становила 3,7 % від усіх жителів.
За віковим діапазоном населення розподілялося таким чином: 18,8 % — особи молодші 18 років, 70,3 % — особи у віці 18—64 років, 10,9 % — особи у віці 65 років та старші. Медіана віку мешканця становила 35,5 року. На 100 осіб жіночої статі у місті припадало 107,0 чоловіків;  на 100 жінок у віці від 18 років та старших — 100,8 чоловіків також старших 18 років.
Середній дохід на одне домашнє господарство  становив 60 223 долари США (медіана — 51 667), а середній дохід на одну сім'ю — 80 359 доларів (медіана — 84 375). Медіана доходів становила 46 250 доларів для чоловіків та 40 625 доларів для жінок. За межею бідності перебувало 9,1 % осіб, у тому числі 5,7 % дітей у віці до 18 років та 7,6 % осіб у віці 65 років та старших.
Цивільне працевлаштоване населення становило 367 осіб. Основні галузі зайнятості: освіта, охорона здоров'я та соціальна допомога — 26,4 %, транспорт — 12,3 %, науковці, спеціалісти, менеджери — 10,6 %, мистецтво, розваги та відпочинок — 10,6 %.